# Quitman (Missouri)
Quitman és una població dels Estats Units a l'estat de Missouri. Segons el cens del 2000 tenia 46 habitants.

## Demografia
Segons el cens del 2000, Quitman tenia 46 habitants, 21 habitatges, i 11 famílies. La densitat de població era de 126,9 habitants per km².
Dels 21 habitatges en un 28,6% hi vivien nens de menys de 18 anys, en un 47,6% hi vivien parelles casades, en un 4,8% dones solteres, i en un 42,9% no eren unitats familiars. En el 42,9% dels habitatges hi vivien persones soles el 14,3% de les quals corresponia a persones de 65 anys o més que vivien soles. El nombre mitjà de persones vivint en cada habitatge era de 2,19 i el nombre mitjà de persones que vivien en cada família era de 3.
Per edats la població es repartia de la següent manera: un 28,3% tenia menys de 18 anys, un 2,2% entre 18 i 24, un 21,7% entre 25 i 44, un 37% de 45 a 60 i un 10,9% 65 anys o més.
L'edat mediana era de 44 anys. Per cada 100 dones de 18 o més anys hi havia 94,1 homes.
La renda mediana per habitatge era de 29.375 $ i la renda mediana per família de 31.250 $. Els homes tenien una renda mediana de 21.250 $ mentre que les dones 16.500 $. La renda per capita de la població era d'11.644 $. Entorn del 10,5% de les famílies i el 21% de la població estaven per davall del llindar de pobresa.

## Poblacions més properes
El següent diagrama mostra les poblacions més properes.